# Língua sakisaya
Sakisaya é uma língua formosana intimamente relacionada com a língua amis, ambas da grande família das línguas austronésias. É falada pelo povo sakizaya, que se concentra na costa leste do Pacífico de Taiwan. Desde 2007, eles são reconhecidos pelo governo de Taiwan como um dos dezesseis grupos indígenas distintos da ilha.

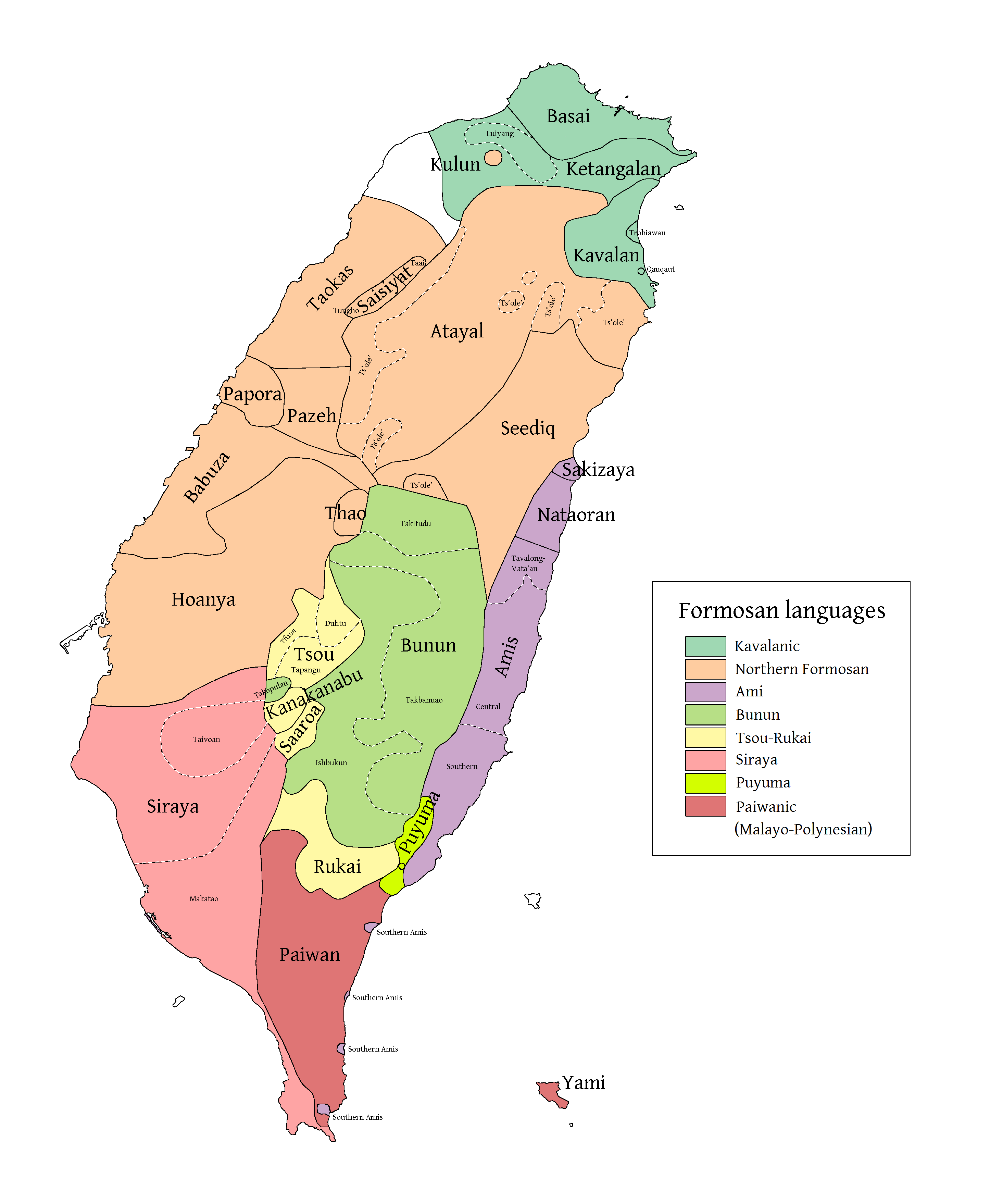
(roxo) Grande Amis Nataoran e Sakizaya estão no norte

.

## História
Depois do incidente da colina (加禮宛事件) de 1878, o povo sakizaya se refugiou entre os Nataoran Amis. Assim, estudiosos erroneamente categorizaram a língua sakizaya como um dialeto da amis.
Em 2002, o Centro de Estudos Aborígenes da Universidade Nacional de Chengchi em Taiwan corrigiu esse erro ao editar os livros didáticos de línguas indígenas. Naquele ano, a língua sakizaya foi designada como sublíngua chilai e amis. Ambos estão incluídos na família das línguas austronésias. Em 17 de janeiro de 2007, a comunidade aakizaya tornou-se o décimo terceiro grupo étnico indígena distinto reconhecido pelo governo de Taiwan.
Um total de 985 pessoas estão hoje registradas como sakizaya. Eles vivem principalmente nas comunidades Takubuwan, Sakur, Maifor e Kaluluwan. Milhares de outros sakizayas ainda são registrados como amis, com base em classificações históricas. Cerca de metade dos políticos amis em Hualien, a maior cidade na área dos  amis, são considerados étnicos sakizaya.

## Fonologia

### Consoantes
|            |            | Labial | Alveolar | Palatal | Velar | Epiglotal | Glotal |
| ---------- | ---------- | ------ | -------- | ------- | ----- | --------- | ------ |
| Nasal      | Nasal      | m      | n        |         | ŋ     |           |        |
| Plosiva    | sem voz    | p      | t        |         | k     | ʡ         | ( ʔ )  |
| Plosiva    | dublado    | b      | d        |         | ( ɡ ) |           |        |
| Affricate  | Affricate  |        | ts       |         |       |           |        |
| Fricativa  | sem voz    | ( f )  | s        |         | ( x ) |           | h      |
| Fricativa  | dublado    |        | z        |         |       |           |        |
| Lateral    | Lateral    |        | l        |         |       |           |        |
| Aproximado | Aproximado | w      |          | j       |       |           |        |

- /ɡ/ também pode ocorrer, mas é raro.
- Os sons /ʡ/ e /h/ também podem ser ouvidos como [x] e [ʔ] em variação livre.
- /ts, s, z/ são palatalizados como [tɕ, ɕ, ʑ] quando precedem os sons anteriores /i, j/.
- /b/ também pode ser ouvido alternadamente como [f] entre falantes.
- /l/ também pode ser ouvido como [r] quando na posição final da palavra. /d/ também pode ser ouvido como [r] na posição intervocálica.[4]

### Vogais
|        | Frente | Central | Voltar |
| ------ | ------ | ------- | ------ |
| Fechar | i      |         | u      |
| Meio   |        | ə       | o      |
| Abrir  |        | a       |        |